# Turanoceratops
Turanoceratops ist eine wenig bekannte Gattung von Vogelbeckensauriern (Ornithopoda) aus der Gruppe der Ceratopsia.

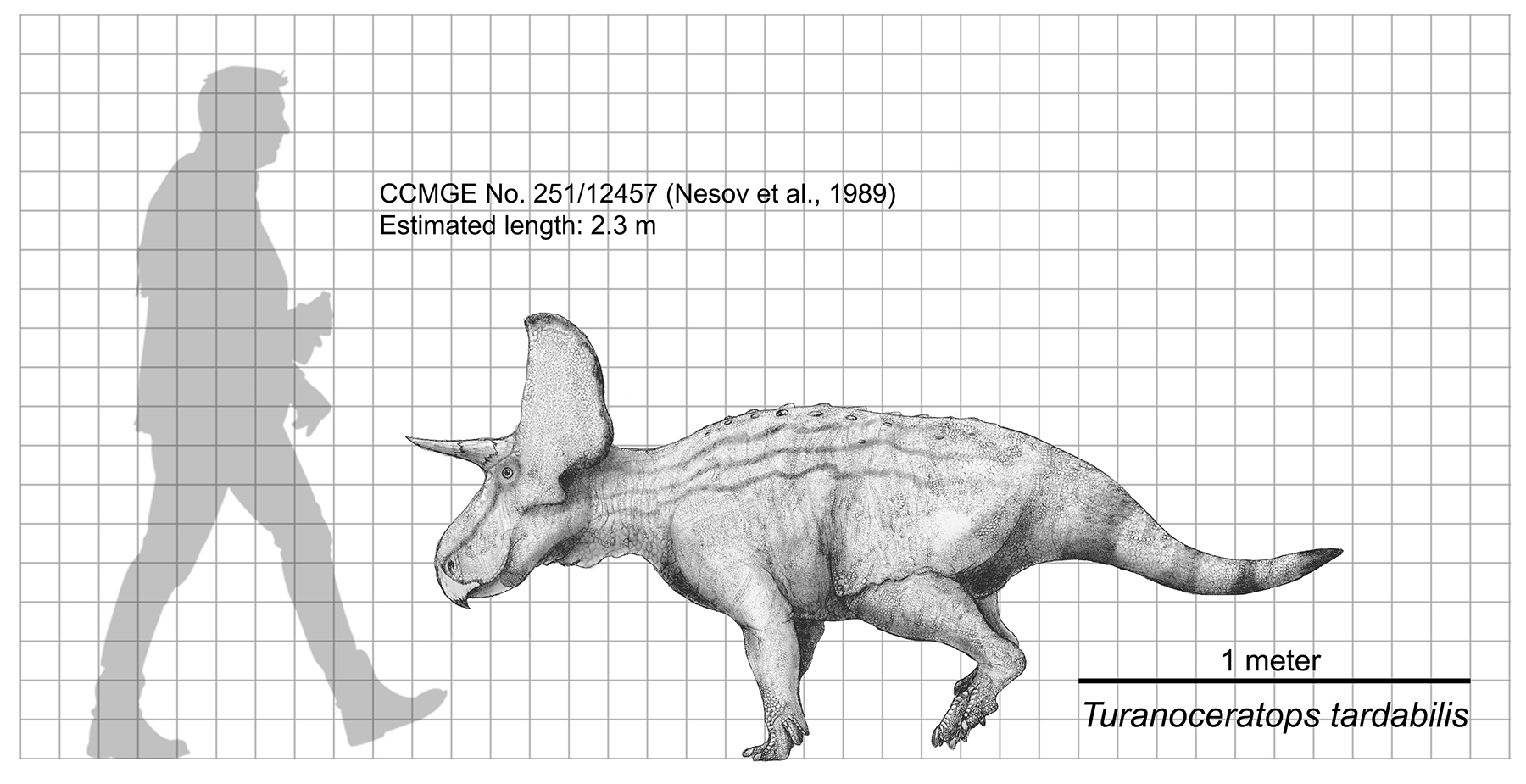
Größenvergleich von Turanoceratops tardabilis mit einem Menschen

Von Turanoceratops sind bislang nur ein Teil des Oberkiefers samt Zähnen, Bruchstücke weiterer Schädelknochen, Wirbel sowie möglicherweise ein Teil des Schulterblattes bekannt. Diese Funde lassen einen kleinen Vertreter der Ceratopsia erahnen, genauere Angaben sind jedoch nicht möglich, weswegen Turanoceratops als nomen dubium gilt. Es ist jedoch umstritten, ob alle gefundenen Fossilien zu einer Art gehören.
Die fossilen Überreste von Turanoceratops wurden in der Wüste Kysylkum im Tiefland von Turan im heutigen Usbekistan entdeckt und 1989 erstbeschrieben. Der Gattungsname leitet sich vom Fundort und dem Griechischen keratops (=„Horngesicht“), einem häufigen Namensbestandteil der Ceratopsia, ab. Typusart und einzig bekannte Art ist T. tardabilis.
Die Funde werden in die frühe Oberkreide (mittleres bis spätes Turonium) auf ein Alter von rund 92 bis 89 Millionen Jahre datiert.